# ホロッコ
ホロッコは、日本の夫婦お笑いコンビ。フラットファイヴ所属（ラフィーネプロモーションと業務提携）。

## メンバー
- ほり太（ほりた、1970年8月24日（54歳）- ）
  - 本名：堀田 訓幸（ほりた くにゆき）。旧芸名は「百太郎」（2012年3月に改名）。
  - 福岡県出身。身長174cm。血液型はO型。
  - 趣味：特撮、漫画（特に藤子不二雄）。特技：水泳（バタフライ）。
  - 免許：普通自動車、高等学校教諭一種（国語）。
  - 大東文化大学文学部日本文学科卒業。大学時代は落語研究会に所属。
  - 1994年に立川談志に弟子入りし、同年8月から1995年1月まで落語立川流に在籍[1]。
  - ホリプロ預かり時代は、1997年から1998年にかけ「デジタルズ」というコンビで活動していた。

- こまり（1974年10月15日（50歳）- ）
  - 本名：堀田 真理子（ほりた まりこ）。
  - 埼玉県出身。身長159cm。血液型はA型。
  - 趣味：工作、K-POP、アクション。特技：笑いながらタップダンス。
  - 免許：原動機付自転車。
  - ホリプロ預かり時代は、役者「本城こまり」として活動。
  - コンビ活動の傍らでピン芸人「ホロッコこまり」としても活動しており、持ちネタの中に「東京ゆみ子」というムード歌謡歌手に扮した歌ネタなどがある。

## 略歴
かつては二人ともホリプロ預かりとなっており、ほり太（当時の芸名は「百太郎」）はお笑いコンビ「デジタルズ」として、こまりは役者「本城こまり」としてそれぞれ別々で活動していた。フォークダンスDE成子坂の単独ライブ『自縛』にて披露された集団コントの稽古中に出会い、二人の交際を経て1999年3月にコンビを結成。
2004年にほり太が有限会社フラットファイヴを設立し、ほり太は社長、こまりが経理として芸人活動とを兼任。その後、エンタの神様のオンエア（2004年10月16日放送回）をきっかけに入籍。「（エンタの神様で）オンエアされたら結婚しよう」と約束していたという。
2007年12月、当時フラットファイヴに在籍していたサンドウィッチマンのM-1グランプリ優勝により、彼らのマネージメント業に専念するためホロッコとしての活動を一時休止。しかし、ほり太はその傍らでコンビとしての活動再開を望んでいた事から、サンドウィッチマンに相談したところ「あらびき団に出演できたら活動を再開してもいい」という条件を提示され、ホロッコとしてあらびき団（2009年9月16日放送回）への出演を果たし、2009年より活動を再開。
2012年にオガラボと業務提携。同年3月、百太郎から現在の「ほり太」に改名。
2014年1月1日付でオフィス北野への移籍を経て、2018年4月21日付で所属をフラットファイヴへ戻す。また、同時期にラフィーネプロモーションと業務提携。
2020年以降はこまりがピン芸人「ホロッコこまり」名義で「東京ゆみ子」のキャラクターを演じる機会が多くなり、このネタで同年女芸人No.1決定戦 THE Wで準決勝へ進出したのを皮切りに、2021年には歌ネタ王決定戦の準決勝にも進出すると、2022年にはダウンタウンのガキの使いやあらへんで!の1コーナー・第16回山-1グランプリ（2月6日放送回）に出演して強烈なインパクトを残した。そして2025年にはR-1グランプリにて初の準決勝進出を果たした。

## 出演番組

### バラエティー
- 爆笑オンエアバトル（NHK総合）戦績0勝2敗 最高177KB
- エンタの神様（日本テレビ）- キャッチコピーは「男と女の笑べ（わらべ）唄」
- くわまんのパチパチパラダイム（TOKYO MX）
- あらびき団（TBSテレビ）
- ZIP!（日本テレビ）- 『1分動画笑』コーナー
- うつけもん（フジテレビ）
- 前略、西東さん（中京テレビ、2014年11月29日）
- クイズプレゼンバラエティー Qさま!!（テレビ朝日）
- お笑いトレンディ夜会（BS朝日）
- 女神のマルシェ（日本テレビ）
- ダウンタウンのガキの使いやあらへんで!（日本テレビ、2022年2月6日）- 『第16回山-1グランプリ』※こまりのみ
- ぴったり にちようチャップリン（テレビ東京、2022年4月10日）※こまりのみ

### テレビアニメ
- 惡の華

他

### テレビドラマ
- 騎士竜戦隊リュウソウジャー（テレビ朝日）- 第15話にほり太が「武藤浩二」役、こまりが「母親」役で出演

他

## 作品

### DVD
- エンタの神様 ベストセレクション Vol.4（バップ、2005年3月23日）

### 楽曲
- 私ったら困ってます（2022年6月29日）- ※「東京ゆみ子とザ・パールミーゴ」または「ホロッコこまり」名義で配信のみのリリース。

## 賞レース戦績
- 2020年 女芸人No.1決定戦 THE W 準決勝進出 ※「ホロッコこまり」として
- 2021年 歌ネタ王決定戦 準決勝進出 ※「ホロッコこまり」として
- 2025年 R-1グランプリ 準決勝進出 ※「ホロッコこまり」として

### ほり太
- ホロッコほり太 (@horokkohorita) - X（旧Twitter）
- 百太郎(ホロッコ) 公式ブログ - ウェイバックマシン
- 夫婦お笑い道。 - 百太郎のブログ（2006年6月 - 2008年1月）

### こまり
- ホロッコこまり (@horokkomari) - X（旧Twitter）
- ホロッコこまり (@horokkokomari) - TikTok
- こまり(ホロッコ) 公式ブログ - ウェイバックマシン（2021年6月24日アーカイブ分）
- こまります。 - こまりのブログ（2006年8月 - 2008年3月）